# HMMER
HMMER és un paquet de programari lliure utilitzat per a l'anàlisi de seqüències creat per Sean Eddy. El seu ús general és la identificació de seqüències homòlogues de proteïnes o nucleòtids. La cerca es basa en la comparació de perfils HMM contra una seqüència o base de dades de seqüències. Els perfils HMM es construeixen a partir d'un alineament múltiple de seqüències mitjançant el programa hmmbuild dins el paquet HMMER. La implementació del perfil HMM utilitzada a HMMER es basa en el treball de Krogh i coautors. HMMER és compatible amb els principals sistemes operatius, incloent diferents versions de Linux, Windows i Mac OS. HMMER és l'eina principal en què es basen bases de dades com Pfam i InterPro.